# Lucas Makowsky
Lucas Markian Makowsky (Regina, 30 de mayo de 1987) es un deportista canadiense que compitió en patinaje de velocidad sobre hielo.
Participó en dos Juegos Olímpicos de Invierno, obteniendo una medalla de oro en Vancouver 2010, en la prueba de persecución por equipos (junto con Mathieu Giroux y Denny Morrison), y el cuarto lugar en Sochi 2014, en la misma prueba. Ganó dos medallas en el Campeonato Mundial de Patinaje de Velocidad sobre Hielo en Distancia Individual de 2011.

## Palmarés internacional
| Juegos Olímpicos                           | Juegos Olímpicos   | Juegos Olímpicos  | Juegos Olímpicos        |
| Año                                        | Lugar              | Medalla           | Prueba                  |
| ------------------------------------------ | ------------------ | ----------------- | ----------------------- |
| 2010                                       | Vancouver (Canadá) | Medalla de oro    | Persecución por equipos |
| Campeonato Mundial en Distancia Individual |                    |                   |                         |
| Año                                        | Lugar              | Medalla           | Prueba                  |
| 2011                                       | Inzell (Alemania)  | Medalla de plata  | Persecución por equipos |
| 2011                                       | Inzell (Alemania)  | Medalla de bronce | 1500 m                  |